# Robert Schwarz Strauss
Robert Schwarz Strauss (Lockhart (Texas), 19 oktober 1918 – Washington D.C., 19 maart 2014) was een Amerikaans advocaat en diplomaat.

## Levensloop
Strauss studeerde af in rechten aan de universiteit van Texas in 1941. In 1945 was hij medeoprichter van het advocatenkantoor Akin, Gump, Strauss, Hauer & Feld. In de daaropvolgende jaren was hij werkzaam als advocaat en deed hij werkzaamheden voor de FBI.
In de loop van de jaren zeventig begon hij zich in toenemende mate met politiek bezig te houden. Zo was hij van 1972 tot 1977 als lid de Democratische Partij voorzitter van de Democratic National Committee. In deze functie organiseerde hij ook de Amerikaanse presidentsverkiezingen van 1976.
Na de winst van de verkiezingen voor Jimmy Carter werd Strauss handelsvertegenwoordiger voor de VS van maart 1977 tot augustus 1979. In deze functie was hij toonaangevend tijdens van de Tokio-ronde van de GATT-onderhandelingen die in de VS hun beslag vonden in de Trade Agreements Act van 1979.
Tijdens de Amerikaanse presidentsverkiezingen van 1980 was hij opnieuw de verkiezingsmanager voor Carter, die ditmaal een nederlaag leed tegen uitdager Ronald Reagan. Kort voor het einde van het presidentschap van Carter kreeg hij op 16 januari 1981 de Presidential Medal of Freedom toegekend. In de jaren erop was hij in het bedrijfsleven werkzaam en lid van de raad van bestuur van Archer Daniels Midland en Xerox.
In augustus 1991 werd hij ambassadeur in de Sovjet-Unie/aansluitend Rusland tot november 1992.
Van tijd tot tijd was hij ook voorzitter van de Amerikaans-Russische ondernemingsraad. Daarnaast werkte hij voor talrijke instanties en organisaties en was hij onder meer trustee voor het Center for Strategic and International Studies (CSIS) en de George Bush Presidential Library. Verder was hij adviseur voor het Committee for a Responsible Federal Budget (CRFB) en de Washington Legal Foundation en lid van de raad van bestuur van het Cordell Hull-instituut en de White House Fellows. Verder werkte hij voor het Council of American Ambassadors, de Council on Foreign Relations en de Trilaterale commissie.
- Gemeinsame Normdatei: 171203097
- International Standard Name Identifier: 0000 0004 0034 0435
- Library of Congress Control Number: n92117696
- National Archives and Records Administration: 10575977
- Nationale Bibliotheek van Israël: 987007355469105171
- SNAC: w6jt29gt
- Système universitaire de documentation: 226419835
- Virtual International Authority File: 268901985
- WorldCat: E39PBJhmMgg9kK8QtpmQpVGCQq